# Groises
Groises település Franciaországban, Cher megyében. Lakosainak száma 131 fő (2022. január 1.). Groises Azy, Étréchy, Feux, Jalognes és Lugny-Champagne községekkel határos.

## Népesség
A település népességének változása:
| Lakosok száma | 237  | 197  | 155  | 138  | 143  | 140  | 131  | 133  | 134  | 131  |
|               | 1968 | 1982 | 1990 | 2006 | 2013 | 2015 | 2017 | 2019 | 2020 | 2022 |